# A Kiképzés
A Kiképzés a TV2 és a Magyar Honvédség 2025. január 27-én indult közös honvédelmi sportrealityje, amely a Honvédelmi Minisztérium megbízásából készült.

## Története
2024. április 17-én a műsor címét – és a hozzá tartozó logóját – a Szellemi Tulajdon Nemzeti Hivatalánál levédette a TV2. 2024. augusztus 15-én bejelentették, hogy a csatorna egy vadonatúj, katonai stílusú csapatversenyen alapuló sportrealityt indít a Magyar Honvédséggel együttműködésben. Párhuzamosan a jelentkezés is elindult. 2024. október 31-én a Mokkában bejelentették, hogy Stohl András lesz a műsorvezető. A műsor kezdési időpontját 2025. január 9-én hozták nyilvánosságra, emellett az is kiderült, hogy a műsor főcímdalát a Megasztár hetedik évadának győztese, Gudics Máté énekli.
2025. március 2-án A Kiképzés első évada utolsó hete előtt A Kiképzés – Kibeszélő címen kísérő műsort indított a TV2.

## A műsor menete
A Kiképzésben az előzetesen kiválasztott legjobb 24 játékos (férfiak-nők), négy csapatot alkotva, katonai kiképzésen alapuló csapatversenyen mérkőznek meg egymással, saját fizikai és mentális határaikat feszegetve.

## Epizódok
| Évad | Évad | Részek száma | Részek száma | Eredeti sugárzás | Eredeti sugárzás | Eredeti adó |
| Évad | Évad | Részek száma | Részek száma | Évadbemutató     | Évadzáró         | Eredeti adó |
| ---- | ---- | ------------ | ------------ | ---------------- | ---------------- | ----------- |
|      | 1.   | 30           | 30           | 2025. január 27. | 2025. március 7. |             |

## Kiképzők
| Raj          | Név                           | Évadok   |
| Raj          | Név                           | 1.       |
| Kiképzők     | Kiképzők                      | Kiképzők |
| ------------ | ----------------------------- | -------- |
| Hunyadi      | Oravecz Kristóf főhadnagy     |          |
| Dobó         | Molnár Attila főtörzsőrmester |          |
| Kinizsi      | Farkas András törzszászlós    |          |
| Bocskai      | Nagy Ádám zászlós             |          |
| Műsorvezető  |                               |          |
| Stohl András |                               |          |

## Rajok
Kiesett
     Győztesek
     Második helyezettek
     Harmadik Helyezettek
     Negyedik helyezettek
| Első évad | Első évad       | Első évad      | Első évad         | Első évad      |
| Hely.     | Versenyzők      | Versenyzők     | Versenyzők        | Versenyzők     |
| --------- | --------------- | -------------- | ----------------- | -------------- |
| Hely.     | Kinizsi         | Bocskai        | Dobó              | Hunyadi        |
| 1.        | Györffy Marcell | Nehlich Kornél | Horváth Roland    | Horváth Gergő  |
| 2.        | Cziráki Martin  | Hegyesi Márk   | Németh Ádám       | Müller Ákos    |
| 3.        | Zsiros Márk     | Földes Péter   | Cseke Csaba       | Gáspár Dominik |
| 4.        | Marcsek Balázs  | Virág Sándor   | Martin Roland     | Haszonics Dóra |
| 5.        | Bolla Adrienn   | Hegedűs Ákos   | Kirilla Krisztián | Segesdi Tamás  |
| 6.        | Ujváry Benjamin | Bodó Kitti     | Árvai Csilla      | Tóth Attila    |

### Rajok pontversenye
[Táblázat beillesztése…]
| Feladat megnevezése | Rajok eredményei [pontok] | Rajok eredményei [pontok] | Rajok eredményei [pontok] | Rajok eredményei [pontok] |
| ------------------- | ------------------------- | ------------------------- | ------------------------- | ------------------------- |
| Feladat megnevezése | Kinizsi                   | Bocskai                   | Dobó                      | Hunyadi                   |
| 1. …                |                           |                           |                           |                           |
| 2. …                |                           |                           |                           |                           |
| 3. …                |                           |                           |                           |                           |
| 4. …                |                           |                           |                           |                           |
| Összesen:           |                           |                           |                           |                           |

### Döntő hét — Körmérkőzések eredménye
[Táblázat beillesztése…]
1. nap — “Catch the Flag” játék/feladat: rejtőzködés és felderítés, megszerezni a zászlót.
• Kinizsi raj - Hunyadi raj: 0 - 1;
5 fő (0/5 veszteség) - 4 fő (0/4 veszteség);
végén: 300 lőszer - 240 lőszer maradt.
• Dobó raj - Bocskai raj: 1 - 0;
2 fő (2/4 veszteség) - 2 fő (2/4 veszteség);
végén: 94 lőszer - 108 lőszer maradt.
2. nap — “Épületharcászat” játék/feladat: behatolás és az épület megtisztítása, felszámolni az ellenséget.
• Bocskai raj - Kinizsi raj: 0 - 1;
0 fő (4/4 veszteség) - 3 fő (2/5 veszteség).
• Hunyadi raj - Dobó raj: 0 - 1;
0 fő (4/4 veszteség) - 2 fő (2/4 veszteség).
3. nap — “Sebesültmentés” játék/feladat: a sebesültek mentése és az ellenség megsemmisítés.
• Kinizsi raj - Dobó raj: 1 - 0;
4 fő (1/5 veszteség) - 0 fő (4/4 veszteség);
megmentett: 0 fő - 0 fő.
• Hunyadi raj - Bocskai raj: 0 - 1;
0 fő (4/4 veszteség) - 1 fő (3/4 veszteség);
megmentett: 0 (?) fő - 4 fő.
|          |         | Eredmények       | Eredmények | Eredmények | Élőerő száma      | Élőerő száma | Élőerő száma | Élőerő száma |
| Győzelem | Vereség | Lőszer (1.játék) | Állomány   | Veszteség  | Mentett (3.játék) | Összesen     |              |              |
| -------- | ------- | ---------------- | ---------- | ---------- | ----------------- | ------------ | ------------ | ------------ |
| 4.       | Hunyadi | 1                | 2          | 240        | 3x 4 fő           | -0; -4; -4   | 0 fő (?)     | 4 fő         |
| 1.       | Kinizsi | 2                | 1          | 300        | 3x 5 fő           | -0; -2; -1   | 0 fő         | 12 fő        |
| 3.       | Bocskai | 1                | 2          | 108        | 3x 4 fő           | -2; -4; -3   | 4 fő         | 7 fő         |
| 2.       | Dobó    | 2                | 1          | 94         | 3x 4 fő           | -2; -2; -4   | 0 fő         | 4 fő         |

## Kritikák
A műsor fogadtatása kissé felemás lett, egyrészt a maga módján szórakoztató produkcióként hivatkoztak rá, másrészt viszont kitértek a kevéssé hiteles, láthatóan a kameráknak szánt, hatásvadász műsorstruktúrára, amivel sokkal inkább egy szerepeket eljátszó, fizikai megterhelésekkel járó reality-hez áll közel, mint az Exatlon, semmint valódi katonai kiképzéshez. Az alig titkoltan katonai toborzásra is törekvő műsor így viszont kevéssé vált ki valódi katonai ambíciókat a nézőjében. Az elnyerhető tartalékosi pozíciót pedig egyszerű jelentkezéssel is megszerezheti bárki.